# Veldheuvel
Veldheuvel was een buurtschap in de Nederlandse gemeente Deurne (provincie Noord-Brabant) ten zuiden van de dorpskom.

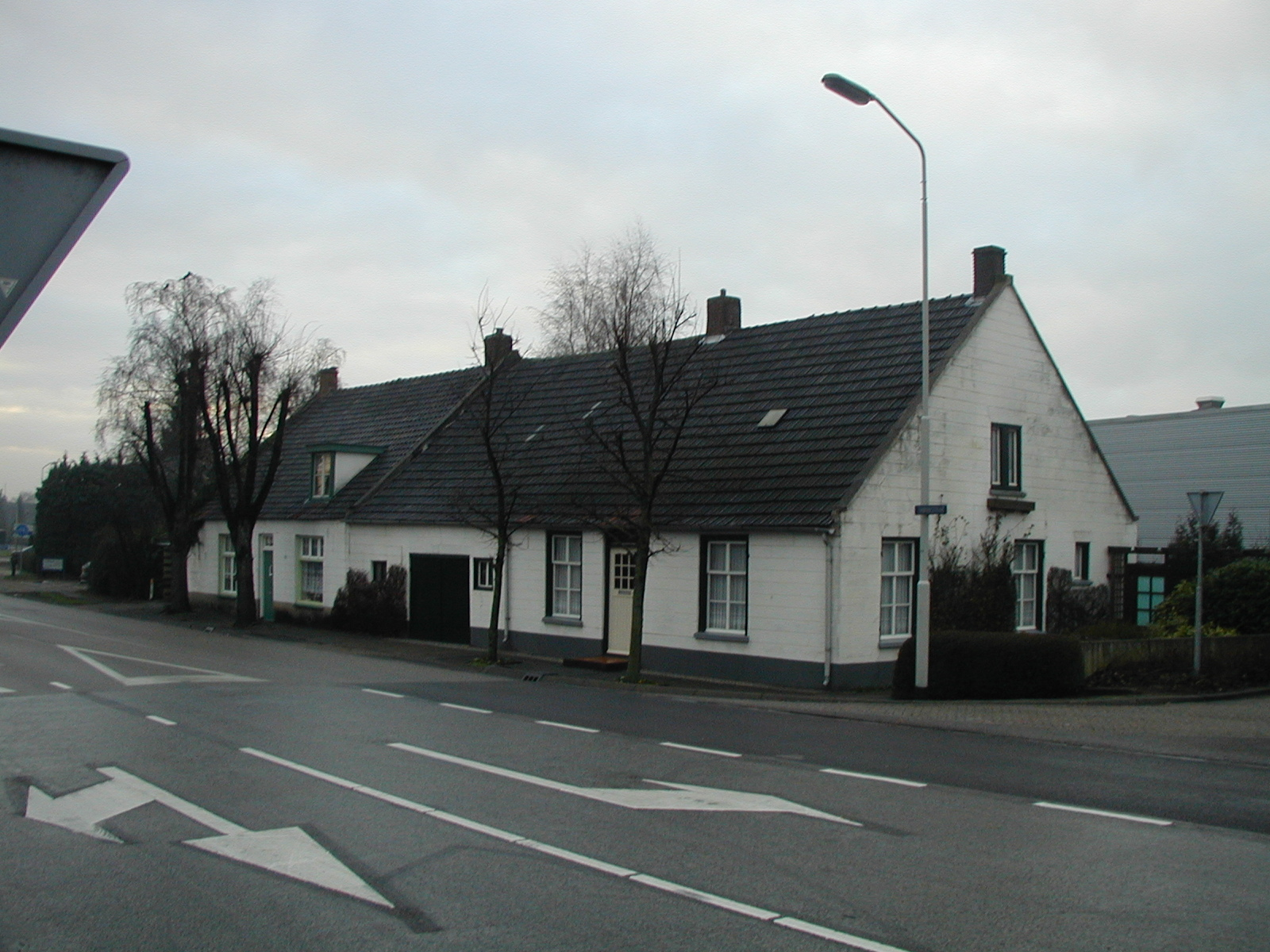
Achter het Monckenhuijs, gebouwd omstreeks 1767.

In de buurtschap op de hoek van de huidige Liesselseweg en Fabriekstraat lagen in de late middeleeuwen een gasthuis (monckenhuijs), de Stakenborch (ook casteele van Veltheuvel genoemd) en de Sint-Antoniuskapel. Na de middeleeuwen ontwikkelde deze bijzondere nederzetting zich tot een gemiddelde agrarische nederzetting aan de westflank van de Deurnese akker. Op de plek van de Stakenborch lag de boerderij Ten Eijnde, terwijl de Sint-Antoniuskapel na de Vrede van Münster in 1648 werd verbouwd tot een dubbel woonhuis. Op het terrein van het gasthuis verrees omstreeks 1767 het huidige pand Fabriekstraat 41.
Ten behoeve van de uitbreiding van de bedrijventerreinen Kranenmortel en Leemskuilen moest de buurtschap Veldheuvel, die inmiddels lokaal bekendstond als een gedeelte van de buurtschap Derp, na 1960 in fasen wijken. In 1962 werd de kapitale boerderij Ter Eijnde afgebroken, waarna in 1971 de voormalige kapel volgde. Aan de westzijde van de Liesselseweg en de Fabriekstraat staan de laatste historische panden van de buurtschap, waaronder de woning uit 1767.
Dorpen: Deurne · Helenaveen · Liessel · Neerkant · Vlierden · Walsberg

Buurtschappen: Baarschot · Belgeren · Bleijs · Breemortel · Groote Bottel · Kleine Bottel · Groot Bruggen · Klein Bruggen · Derp · Donschot · Haageind · Halte · Hanenberg · Heieind · Heimolen · Heitrak · Kerkeind · Kranenmortel · Kulert · Leensel · Luttel Meijel · Merlenberg · Molenhof · Pannenschop · Ruth · Schans · Schelm · Sloot · Veldheuvel · Vloeieind · De Voorstad · Voorste Beerdonk · Voort · Vreekwijk

Noord-Brabant: Steden en dorpen      Nederland: Provincies · Gemeenten